# Караякуповская культура
Караякуповская культура — раннесредневековая археологическая культура на Южном Урале.
Исследователями караякуповская культура совместно с кушнаренковской культурой сопоставляется с предками венгров (Великая Венгрия).
По мнению ряда исследователей, носители караякуповской керамики попали на Южный Урал из районов Южной Сибири.
Некоторые исследователи связывают происхождение караякуповской культуры и ряда соседних культур (включая турбаслинскую культуру) с джетыасарской культурой и считают их носителей предками башкир.
Названа по Кара-Якуповскому городищу у села Кара-Якупово (Чишминский район Башкирии).
Множество памятников караякуповской культуры составляют поселения. Площадь городищ составляет до 1000 м². Располагались они на возвышенностях, были укреплены одним-двумя невысокими валами и рвами.
Культура представлена также земляными курганами диаметром 8-10 м, высотой 40-60 см над могилами. Около могил и внутри них встречаются следы ритуальных захоронений коня (шкуры, головы и четырех ног). Помещение шкуры коня указывает на гуннские традиции этой культуры.
Людей хоронили в деревянных гробах. Дно гробов устилалось войлоком, шерстяной материей и циновкой. Гробы перед опусканием в могилу держали на огне. Этим имитировался обряд трупосожжения. Ноги умерших часто связывались верёвками — чтобы покойник не мог встать и принести вред оставшимся в живых. На гробы клали седельные и уздечные наборы. Иногда рядом с могилой выкапывались ямы-тайники для укладки в них седельных и уздечных наборов.

## Памятники
Погребальными памятниками Караякуповской культуры являются курганные могильники. Умершие погребены в неглубоких овальных или прямоугольных могильных ямах вытянуто на спине, головой на запад. В изголовье обнаружены глиняные сосуды с костями лошади, то есть жертвенной пищей, в ногах — свёрнутая шкура коня или конская сбруя. Для мужских захоронений характерно наличие железных сабей, топоров, железных и костяных наконечников стрел — предметов вооружения, для женских — бронзовых и серебряных браслетов, медальонов, накосников, подвесок, стеклянных бус — украшений. Встречаются поясные наборы — бронзовые и серебряные накладки, пряжки, подвески, украшенные серебряными пластинками, наконечники ремней, отделанные золотыми пластинками.
Караякуповская культура сформировалась в лесостепных районах Западной Сибири, считают одни исследователи, а другие доказывают другую версию — в южных и юго-восточных степях Казахстана и Южной Сибири. Согласно Н. А. Мажитову, А. Н. Султановой и других, носителями Караякуповской культуры являлись тюркские племена, область распространения памятников Караякуповской культуры отождествляется ими с территориями расселения башкир; см. Башкортостан). По мнению В. А. Иванова, Е. П. Казакова, Е. А. Халиковой, отождествляется с территорией Великой Венгрии или финно-угорских племён.

### Городища
- Караякуповское городище
- Старо-Калмашевское городище
- Чатринское городище
- Таптыковское городище
- Кушнаренковское городище
- Чукраклинское городище
- Удельно-Дуванейское городище
- Сасыкульское городище
- Давлекановское городище

### Могильники
- Больше-Тиганский могильник
- I Манякский могильник
- Стерлитамакский могильник
- Бекешевские курганы
- Старохалиловские курганы
- Ямаши-Тауский курган